# Anton Berglund
Anton Berglund, född 11 september 2002 i Strömsund, Jämtland, är en svensk ishockeyspelare som spelar för Färjestad BK i SHL.